# 独家记忆
《独家记忆》，2019年中国偶像剧。改编自木浮生的同名小说，由张超、李婷婷领衔主演，爱奇艺于2019年1月14日首播。

## 播出时间
| 频道         | 所在地   | 播映日期      | 播出时间                                  | 备注 |
| ------------ | -------- | ------------- | ----------------------------------------- | ---- |
| 爱奇艺       | 中国大陆 | 2019年1月14日 | 每周一－周三20:00各更新2集，VIP会员搶先看 |      |
| 愛奇藝台灣站 | 臺灣     | 2019年1月14日 | 每周一－周三20:00各更新2集，VIP会员搶先看 |      |

## 演员列表

### 主要演员
| 演員   | 角色   | 介紹 |
| 张超   | 慕承和 | 流體力學博士生，個性執著，熱愛研究，喜歡薛桐，因抓薛桐作弊而認識她，並於擔任俄語課代課老師時與薛桐漸漸熟悉彼此，曾談戀愛後分手，最後又重新在一起並結婚。                                                                                     |
| 李婷婷 | 薛桐   | 英語系大三學生，個性正直、好強，父親因見義勇為去世，而成為英雄的女兒，並經常在學校演講，但她不喜歡這個稱號也不喜歡演講，因為那只會一直提醒她沒有爸爸，擔任俄語課代表並與慕承和談戀愛，分手後又與劉啟在一起，但最後還是回到慕承和身邊並結婚。 |

### 其他演员
| 演員   | 角色   | 介紹                                                       |
| 陈博豪 | 刘启   | 一開始把薛桐當哥們，藉此要其幫忙追趙曉棠，後發現愛的是薛桐 |
| 孙嘉灵 | 赵晓棠 | 跟薛桐、白霖、宋琪琪是室友，後跟慕海一起創業               |
| 李九霄 | 慕海   | 慕承和表弟，回國創業                                       |
| 张樟   | 白霖   | 跟薛桐、宋琪琪、赵晓棠是室友                               |
| 邓郁立 | 宋琪琪 | 跟薛桐、白霖、赵晓棠是室友                                 |
| 李欢   | 李佳航 | 喜歡白霖                                                   |
| 龚锐   | 钟强   | 是白霖的男朋友                                             |

## 电视原声带
| 曲序 | 曲目                         | 演唱   |
| ---- | ---------------------------- | ------ |
| 1.   | 不过是爱情（主题曲）         | 刘惜君 |
| 2.   | 谁的现在没有藏着过往（插曲） | 二珂   |
| 3.   | 孤獨她呀（推廣曲）           | 二珂   |